# Alföldi buga
Az Alföldi buga magyar kitenyésztésű házigalamb-fajta. Az alföldi galambfajták közül talán az egyik legszebb az alföldi buga galamb. 

## Eredete
Eredetét, származását homály fedi. Szeged és Dorozsma a fajta tenyésztésének fő otthona. Ezen a vidéken évszázadok óta Kisparaszt és Nagyparaszt néven ismerték, a testnagyságától függően.

## Leírása
Közepesnél nagyobb testű, zömök alkatú galamb. Erőteljes, lábtollas, fésűs fajta, kissé emelt testtartással, 35-40 cm testhosszal. Gyűrűnyagyság: 12 mm.